# Antipathie
Antipathie (altgriechisch αντιπάθεια antipatheia, deutsch ‚Gegengefühl, Abneigung‘) ist eine Form der spontanen Abneigung, die sich primär dann entwickelt, wenn ein Mensch andere Personen oder Sachen und Gegenstände nicht leiden kann oder nicht mag. Starke Antipathie kann auch als Hass empfunden werden. Das Gefühl von Antipathie ist oft mit einer negativen Wertung gegenüber dem Objekt der Antipathie verbunden.
Im Wörterbuch der Philosophischen Grundbegriffe von Friedrich Kirchner von 1907 heißt es zur Antipathie unter anderem: „…(sie entspringe) aus physiologischen Ursachen oder psychologischen Gründen (…). Jene beruht auf der eigentümlichen Struktur unserer Sinne (daher die Abneigung gegen gewisse Gerüche u. dergl.), diese auf Ideenverbindungen. Durch Erziehung und Ausbildung des Charakters kommt der Mensch dazu, die Antipathien zu beherrschen.“ Die Antipathie ist ein menschliches Gefühl, das in seiner Wahrnehmung subjektiv und für Beobachter nicht unbedingt nachvollziehbar ist. Während Aversion und Ekel die Neigung zu negativen Reaktionen gegenüber Reizen oder Objekten bezeichnen, wird der Begriff der Antipathie vor allem für soziale Beziehungen verwendet. Das Gegenteil der Antipathie ist die Sympathie.

## Wirkungen
Bei genauerer Betrachtung kann man die Bedeutung von Antipathie noch weiter differenzieren. Während die Sympathie einen Zustand von harmonischer Resonanz, also Harmonie und Vereinbarkeit beschreibt (das, was der Andere in sich trägt, trägt man selbst in sich und fühlt sich deshalb mit ihm verbunden), beschreibt die Antipathie einen Zustand von disharmonischer Resonanz (Dissonanz) und deutet auf eine Unvereinbarkeit oder einen Widerspruch hin. Damit beide Seiten existieren können, ist eine Distanz oder eine Grenze zwischen ihnen nötig. Die Antipathie ist die reine Wahrnehmung dieses Unterschiedes und der Notwendigkeit einer Grenze, damit beide Seiten weiter existieren können. Eine Wertung findet unter dieser Betrachtungsweise nicht statt.

## Konsequenzen
Beim Auftreten von Antipathie stellt man sich durch eine abwertende Haltung über die andere Person und demonstriert damit seine Nichtakzeptanz der anderen Seite. 
Hinter dieser Nichtakzeptanz steckt die Unvereinbarkeit einer Drittperson mit den eigenen Glaubenssätzen, dem eigenen Weltbild, Selbstbild und Fremdbild des gewünschten Anderen. Durch die Nichtakzeptanz einer Person versucht man, die Konfrontation mit diesem Widerspruch zu vermeiden, indem man sich distanziert. Eine sinnvollere Möglichkeit ist jedoch die tolerante Anpassung der eigenen Glaubenssätze, Einstellungen und Werthaltungen hin zu einem Weltbild, das auch die betreffende Person als möglichen Interaktionspartner integriert. Aus dieser neuen Sicht heraus ist dann allenfalls sogar eine Sympathie möglich. Mit dieser annehmenden Haltung kann man nun auch die andere Seite so akzeptieren, wie sie ist, mitsamt den allenfalls weiterhin bestehenden Unvereinbarkeiten und der sich ergebenden Notwendigkeit von Grenzen oder Distanz.